# Vlag van Groot-Brittannië

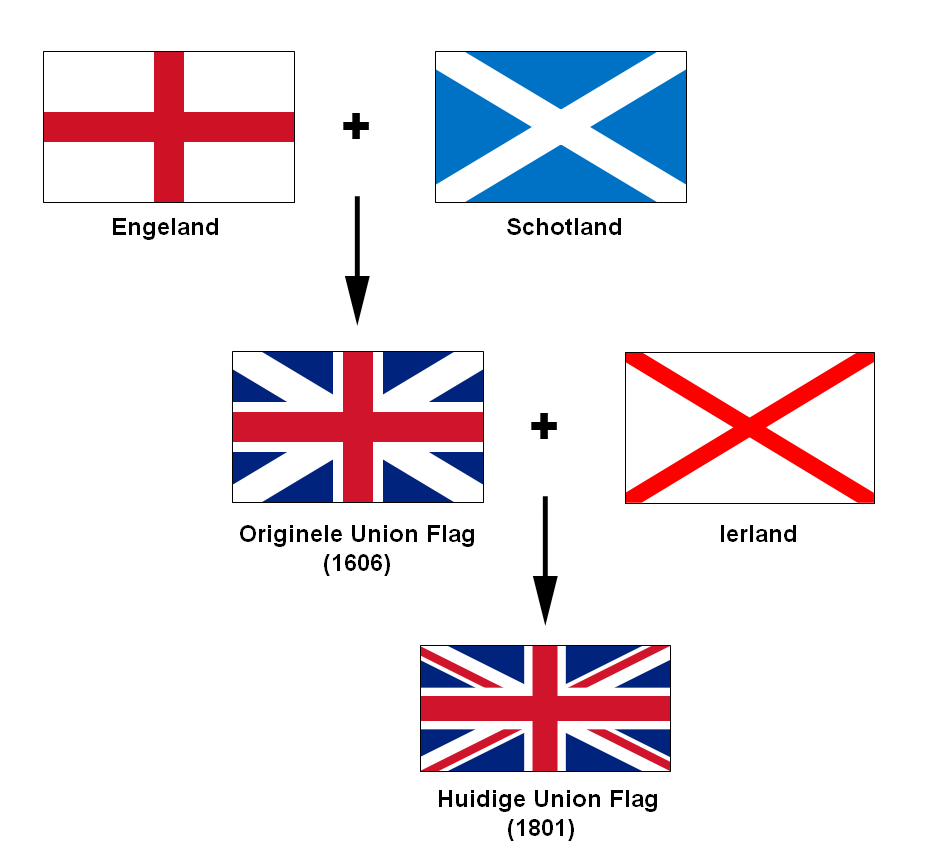
Opbouw van de vlaggen van Groot-Brittannië (1606 / 1707) en het Verenigd Koninkrijk (1801)

De Vlag van Groot-Brittannië, ook bekend als de "Kings Colours" of "Union Flag" werd gecreëerd nadat koning Jacobus VI van Schotland tevens koning Jacobus I van Engeland werd in 1603 en de twee koninkrijken door een vorst geleid werden. De vlag zou dienen tot 1801.
Het ontwerp dateert uit de vroege 17e eeuw, toen het werd besteld door koning Jacobus I om gebruikt te worden bij de scheepvaart. De Vlag van Engeland werd op de Vlag van Schotland geplakt. De vlag bestaat uit het rode kruis van Sint-Joris, de patroonheilige van Engeland, boven op de "Saltire" van Sint-Andreas, de patroonheilige van Schotland.
Pas later werd deze vlag de nationale vlag, bij de vereniging van Engeland en Schotland tot het koninkrijk Groot-Brittannië in 1707.
De achtergrond van deze vlag van Groot-Brittannië heeft een dieper blauw dan dat van de Schotse vlag. Ook is de vlag van de derde hedendaagse Britse deelstaat, Wales, niet opgenomen in deze vlag omdat Wales al veel vroeger geannexeerd was door Engeland, onder Eduard I.
Het officiële gebruik van de vlag kwam ten einde in 1801 met de oprichting van het Verenigd Koninkrijk van Groot-Brittannië en Ierland. Op dat moment werd het rode kruis van de vlag van Saint Patrick toegevoegd aan de vlag van Groot-Brittannië, en hierdoor ontstond de tot op de dag van heden gebruikte nieuwe Union Flag.